# 土屋泰則
土屋 泰則（つちや やすのり）は、日本のテレビプロデューサー。日本テレビ音楽常務取締役。
日本テレビ制作局のチーフプロデューサーとして活躍した。一橋大学卒業。
1981年に日本テレビ入社。音楽班に所属し音楽番組のディレクターを担当、プロデューサー・チーフプロデューサーとしては音楽番組だけでなくバラエティ番組やスペシャル番組も手掛けていた。2008年7月に担当番組を中村英明、鈴木雅人、古野千秋チーフプロデューサー、藤井淳チーフクリエイターに引き継ぎ、現職に移ることになった。

## 過去の担当番組

### ディレクター
- ザ・トップテン
- 日本テレビ音楽祭
- 歌のトップテン
- ニッポンテレビ大学
- オシャレ30・30
- 平成あっぱれテレビ
- IDOL2（チーフディレクター）
- MUSICパフェ
- スーパー電波バザール 年越しジャンボ同窓会（チーフディレクター）
- M-STAGE

### プロデューサー
- ぐるぐるナインティナイン（1996年夏まで）
- 速報!歌の大辞テン（1996年10月-2004年6月。以降は最終回までチーフプロデューサー）
- THE夜もヒッパレ
- それ行けKinKi大放送
- 嗚呼!バラ色の珍生!!
- AX MUSIC-TV
- テレビ生誕50年!天下を取った名曲ベスト50（2002年6月）
- エンタの神様（初期のみ）

### チーフプロデューサー
レギュラー番組
- アリゾナの魔法
- ミンナのテレビ
- ウタワラ
- マチャミの名曲100選 心に残るこの一曲「あの時聴いた、歌ったのはこんな歌」
- 音楽戦士 MUSIC FIGHTER
- THE M
- Music Lovers
- 全力!Tunes
- 歌スタ!!
- 香取慎吾の特上!天声慎吾
- AKB1じ59ふん!
- AKB0じ59ふん!

スペシャル番組
- 1億3000万人が選ぶ!ベストアーティスト（2001年-2003年はプロデューサー、2004年-2007年はチーフプロデューサー）
- 今夜開催!夢の歌謡祭ミリオンアーティストライブ2007（2007年3月24日放送）
- HAPPY Xmas SHOW
- ものまねバトル（2005年7月18日放送・サマースペシャルから担当）
- 欽ちゃん&香取慎吾の全日本仮装大賞（2006年1月7日放送・第75回大会から担当）
- 日本アカデミー賞授賞式
- サタデーバリューフィーバー
  - うたナビ☆7
  - ラリーKING
  - SAMURAI5

### その他
- 大笑点（2006年、2007年。いずれも番組協力として参加）
- ベストヒット歌謡祭（読売テレビ制作、2003年 - 2005年 日本テレビ側の担当プロデューサーとして参加）
- 24時間テレビ 「愛は地球を救う」（1992年、1993年 武道館総合ディレクター、1994年 武道館ディレクター、1996年 総合演出、1997年 - 1999年 武道館プロデューサー）